# Tipperary
För andra betydelser, se Tipperary (olika betydelser).

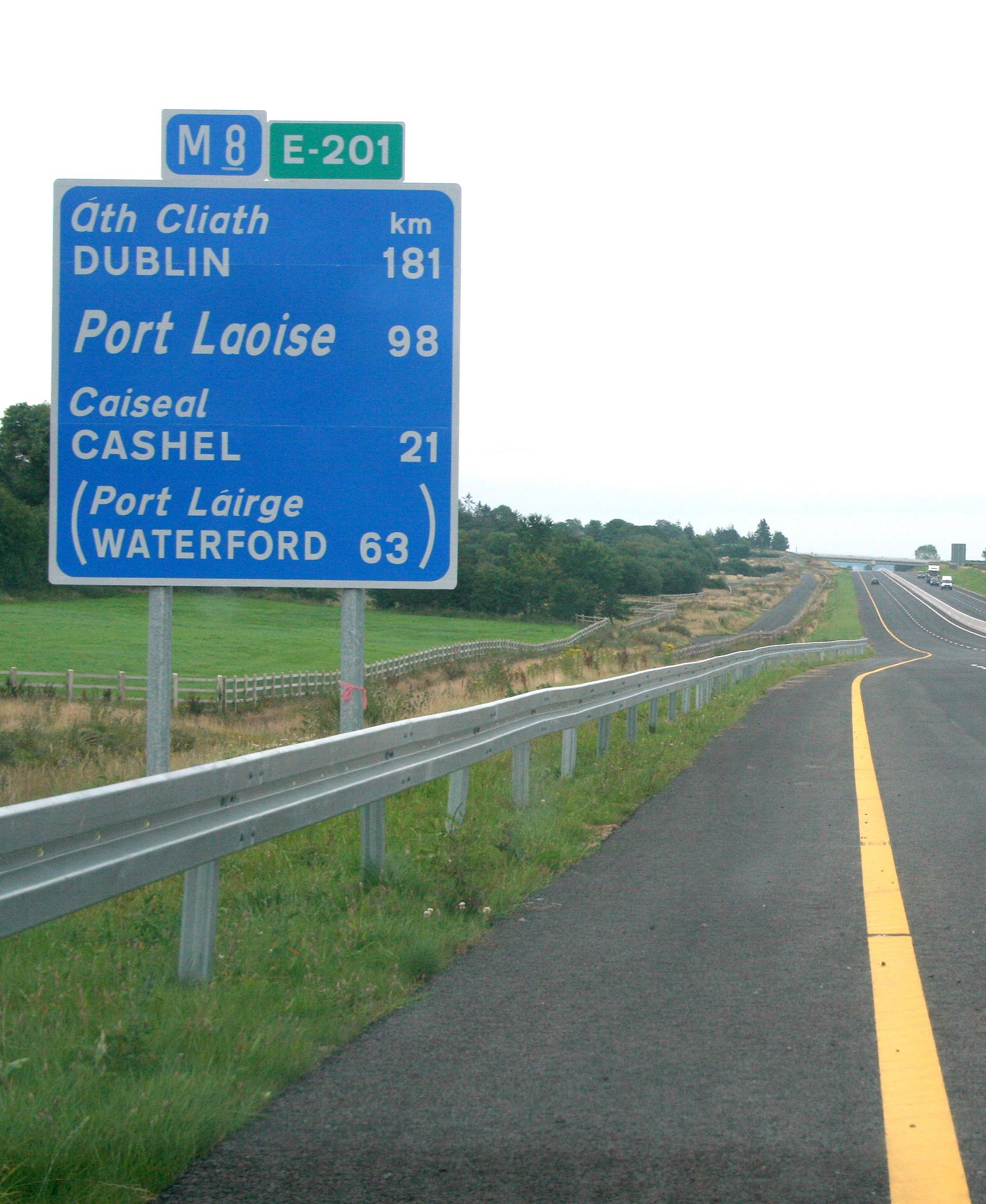
Motorvägen M8/E201 vid Tipperary

Tipperary (Iriska: Tiobraid Árann), är en stad belägen 166 meter över havet i sydvästra delen av grevskapet Tipperary, provinsen Munster, i södra delen av Republiken Irland. 4 546 invånare (2002). Totalt inklusive landsbygd 4 964 invånare (2002).
Under första världskriget blev staden känd genom den berömda soldatvisan It's a Long Way to Tipperary.